# Самофал Сергій Іванович
Самофа́л Сергі́й Іва́нович — підполковник Збройних сил України.

## Нагороди
25 березня 2015 року за вагомий особистий внесок у зміцнення національної безпеки, високий професіоналізм, зразкове виконання службового обов'язку та з нагоди Дня Служби безпеки України нагороджений орденом Богдана Хмельницького III ступеня.